# 陈文新
陈文新（1926年9月23日—2021年10月7日），女，湖南浏阳人，中国土壤生物学家，中国科学院院士。中共烈士陈章甫之女。

## 生平
陈文新3岁时其父被杀害，她与母亲与姐姐相依为命。1948年她考入国立武汉大学农学院。就读期间，她曾于1951年给毛泽东写信并收到了回信。此后武汉大学便使用回信上的毛泽东亲笔书写的“武汉大学”四字作为校名字体。
1954年起她前往苏联季米里亚捷夫农学院（Moscow Agricultural Academy）留学，1958年获副博士学位。回国后长期在北京农业大学（现为中国农业大学）任教，主要从事土壤微生物学与细菌分类学的研究。她建立了中国第一个细菌分子分类实验室，并且还是中华根瘤菌属（Sinorhizobium）与中慢生根瘤菌属（Mesorhizobium）两个根瘤菌属以及十余个根瘤菌种的命名人。1996年当选国际根瘤菌/土壤杆菌分类分委会委员。1998年参与编写了《伯杰氏系统细菌学手册》（Bergey's Manual of Systematic Bacteriology）第二版根瘤菌部分。2001年当选中国科学院生物学部院士。

## 家庭
父亲陈章甫为湖南早期中共党员，也是毛泽东在湖南省立第一师范学校读书时的同窗好友。

## 陈文新相关的细菌

### 陈文新命名的菌种
- 中华根瘤菌属 Sinorhizobium Chen et al. 1988[2]

### 以陈文新的名字命名的细菌
- 陈文新氏菌属 Wenxinia Ying et al. 2007[3]
- 陈氏冷杆菌 Cryobacterium cheniae Liu et al. 2023[4]
- 陈文新成对杆菌 Dyadobacter chenwenxiniae Ma et al. 2023[5]
- 陈氏黄杆菌 Flavobacterium cheniae Qu et al. 2008，陈文新氏黄杆菌[6]
- 陈文新类芽孢杆菌 Paenibacillus wenxiniae Gao et al. 2016[7]
- 文新根瘤菌 Rhizobium wenxiniae Gao et al. 2017[8]